# Dino Hotić
Dino Hotić (Lubiana, 26 luglio 1995) è un calciatore sloveno naturalizzato bosniaco, centrocampista del Lech Poznań e della nazionale bosniaca.

## Carriera

### Club
Ha sempre giocato nel campionato sloveno.

### Nazionale
Ha esordito con la nazionale Under-21 slovena durante le qualificazioni ai campionati europei di categoria. Nel 2019 ha optato per rappresentare la Bosnia ed Erzegovina, nazionale delle sue origini.

## Palmarès

### Club

#### Competizioni nazionali
- Campionato sloveno: 3

Maribor: 2014-2015, 2016-2017, 2018-2019
- Campionato polacco: 1

Lech Poznań: 2024-2025